# Marcelo Cecé
Marcelo "Cecé" Vasconcelos de Oliveira (8 de janeiro de 1936 – Sete Lagoas, 28 de janeiro de 2024) foi um político brasileiro. Foi prefeito de Sete Lagoas por dois mandatos (1985/1988) e (1997/2000).
O seu primeiro mandado foi marcado por várias obras na cidade e pelo início de um surto de desenvolvimento, com chegada de grande indústrias. Foi eleito deputado estadual em 1992 com grande número de votos. Em 1996 elegeu-se novamente prefeito. [carece de fontes?]
Por denúncias de corrupção, chegou a ser afastado várias vezes do cargo. Chegou a trancar o pagamento do funcionalismo público, o que levou a uma greve geral nos setores municipais e ao caos na Saúde. Terminou o seu mandato com a pior popularidade que um prefeito de Sete Lagoas já teve: de 25% de aprovação.Considerado o prefeito mais corrupto da história de Sete Lagoas. Deixou uma dívida de 111 milhões de reais para o seu sucessor, Ronaldo Canabrava[carece de fontes?].
Em julho de 2008, o Tribunal de Justiça de Minas Gerais suspendeu por oito anos os direitos políticos de Marcelo Cecé. De acordo com denúncia do Ministério Público, o ex-prefeito esteve envolvido em um esquema de desvio de medicamentos, no ano de 2000.
O político faleceu na manhã de 28 de janeiro de 2024 por insuficiência renal, ele estava internado desde o dia 26 no Hospital Nossa Senhora das Graças em Sete Lagoas.